# Греція на літніх Олімпійських іграх 2012
Греція бере участь у Літніх олімпійських іграх 2012 року в Лондоні, Велика Британія, з 27 липня по 12 серпня 2012 року. Грецький олімпійський комітет направив загалом 103 спортсменів, серед яких 65 чоловіків і 38 жінок, які змагатимуться у 19 видах спорту.

## Медалісти
Бронза
| Бронза |                                    |                         |          |
| №      | Спортсмени                         | Вид спорту (дисципліна) | Дата     |
| 1      | Іліас Іліадіс                      | Дзюдо                   | 1 серпня |
| 2      | Христина Язідзіду, Александра Цяву | Академічне веслування   | 4 серпня |

## Академічне веслування
Чоловіки
| Спортсмени                                                         | Дисципліна               | Відбіркові заїзди | Відбіркові заїзди | Втішний заїзд | Втішний заїзд | Чвертьфінали | Чвертьфінали | Півфінали | Півфінали | Фінал   | Фінал |
| Спортсмени                                                         | Дисципліна               | Час               | Місце             | Час           | Місце         | Час          | Місце        | Час       | Місце     | Час     | Місце |
| ------------------------------------------------------------------ | ------------------------ | ----------------- | ----------------- | ------------- | ------------- | ------------ | ------------ | --------- | --------- | ------- | ----- |
| Ніколаос Кунтулас Апостолос Кунтулас                               | Двійки                   | 6:21.46           | 3                 | Н/Д           | Н/Д           | Н/Д          | Н/Д          | 7:07.15   | 5         | 6:53.69 | 9     |
| Елефтеріос Консолас Панайотіс Магданіс                             | Парні двійки, легка вага | 6:42.13           | 5                 | 6:31.13       | 1             | Н/Д          | Н/Д          | 6:40.89   | 4         | 6:31.71 | 8     |
| Йоанніс Хрісту Стергіос Папахрістос Йоанніс Ціліс Георгіос Ціаллас | Четвірки                 | 5:57.71           | 3                 | Н/Д           | Н/Д           | Н/Д          | Н/Д          | 6:02.61   | 2         | 6:11.43 | 4     |

Жінки
| Спортсмени                        | Дисципліна               | Відбіркові заїзди | Відбіркові заїзди | Втішний заїзд | Втішний заїзд | Чвертьфінали | Чвертьфінали | Півфінали | Півфінали | Фінал   | Фінал |
| Спортсмени                        | Дисципліна               | Час               | Місце             | Час           | Місце         | Час          | Місце        | Час       | Місце     | Час     | Місце |
| --------------------------------- | ------------------------ | ----------------- | ----------------- | ------------- | ------------- | ------------ | ------------ | --------- | --------- | ------- | ----- |
| Христина Язідзіду Александра Цяву | Парні двійки, легка вага | 7:03.66           | 1                 | Н/Д           | Н/Д           | Н/Д          | Н/Д          | 7:09.01   | 2         | 7:12.09 | 3     |